# Artsvanik
Artsvanik (en arménien Արծվանիկ) est une communauté rurale du marz de Syunik en Arménie. En 2008, elle compte 567 habitants.